# Comuni mortali
Comuni mortali è il settimo album in studio del cantautore italiano Achille Lauro, pubblicato il 18 aprile 2025 dall'etichetta Warner Music Italy.
L'album contiene il singolo Incoscienti giovani, con cui il cantautore ha gareggiato al 75º Festival di Sanremo, classificandosi al settimo posto al termine della manifestazione.

## Antefatti e descrizione
Successivamente alla pubblicazione del sesto album in studio Lauro del 2021, il cantautore ha pubblicato differenti singoli tra il 2022 e il 2023 cui Stripper, Che sarà, Fragole e Stupidi ragazzi, senza pubblicare un progetto discografico che li comprendesse tutti. Successivamente si è trasferito negli Stati Uniti dove ha scritto e composto nuovi brani tra Los Angeles e New York.
Il progetto si compone di dodici tracce, scritte e composte dallo stesso cantautore con la collaborazione di autori e produttori, tra cui Daniele Nelli, in arte Danien, Davide Simonetta, in arte d.whale, Federico De Marinis, in arte Fet, Matteo Ciceroni, in arte Gow Tribe, Mattia Cutolo, in arte Banf, ITACA, team fondato dal duo musicale Merk & Kremont, e Leonardo Grillotti, in arte Wolvs. Il disco, annunciato a sorpresa il 16 marzo 2025, tratta le tematiche biografiche del cantautore, tra cui il rapporto con la madre e la vita nella città di Roma. La lista tracce è stata rivelata il successivo 7 aprile.

## Promozione

### Album
Il 15 aprile 2025, tre giorni prima dell'uscita dell'album, il disco è stato promosso dallo stesso cantautore durante un live show segreto in Piazza di Spagna a Roma.

### Singoli
Il primo singolo estratto dall'album, Amore disperato, è stato pubblicato il 20 settembre 2024.
Il secondo singolo estratto dall'album, Incoscienti giovani, è stato pubblicato il 12 febbraio 2025 in concomitanza alla partecipazione del cantautore al 75º Festival di Sanremo.
Il 18 aprile 2025, in concomitanza all'uscita dell'album, è stato pubblicato il terzo estratto Amor, presentato dallo stesso cantautore durante un live show segreto in Piazza di Spagna a Roma, a cui ha dedicato il brano.

### Tour
Per promuovere il disco, il cantautore è impegnato in un instore tour, articolato in quattro date dal 18 al 23 aprile 2025 nei cinema di Milano, Torino, Roma e Napoli. Ad esse seguono le date del 29 giugno e del 1º luglio al Circo Massimo a Roma, che hanno registrato sold out.
Durante la prima data al Circo Massimo l’artista ha annunciato un concerto allo Stadio Olimpico di Roma, previsto per il 10 giugno 2026. Il concerto è andato sold out a pochi giorni dall'annuncio. 

## Accoglienza
| Recensione       | Giudizio |
| ---------------- | -------- |
| Libera la Musica |          |
| Newsic           | 6,5/10   |
| Ondarock         | 4/10     |
| Rockol           | 7,5/10   |
| SentireAscoltare |          |

Il disco è stato accolto positivamente dal pubblico mentre ha generato opinioni contrastanti da parte della critica.
Gabriele Fazio del quotidiano Open descrive lo stile musicale dell'album «un pop con pretese cantautorali altissime e resa piuttosto banalotta», trovando nell'artista una «totale incapacità di scomparire dai propri brani, [...] di lasciarli liberi e non incatenati al dover rappresentare a tutti i costi l'emotività di un personaggio costruito da cima a fondo».
Andrea Silenzi del quotidiano la Repubblica, al contrario, afferma che «mentre in tanti continuavano a porsi il quesito supremo (artista vero o semplice bluff?), Achille Lauro ha trovato la chiave per sollevare la testa dalla palude di questi tempi un po' anonimi. Comuni mortali è il disco di un cantautore contemporaneo, un po' romantico e un po' pasoliniano: uno che mette insieme i sapori del passato (c'è tanto Venditti in alcune sue canzoni) con una malinconia figlia dei tempi. [...] La sua composta nostalgia è una grammatica diversa da quella in circolazione: è elegante, imperfetta, avvolgente "come una pioggia sopra Villa Borghese", dove il tempo lo misura un orologio a acqua fermo da anni».

## Tracce
1. Perdutamente – 4:04 (testo: Lauro De Marinis, Daniele Nelli, Federica Abbate, Simon Pietro Manzari – musica: Daniele Nelli, Matteo Ciceroni)
2. Amor – 2:57 (testo: Lauro De Marinis, Daniele Nelli, Jhoanna Bellina, Matteo Ciceroni – musica: Daniele Nelli, Matteo Ciceroni)
3. Dannata San Francisco – 3:13 (testo: Lauro De Marinis, Daniele Nelli, Matteo Ciceroni, Simon Pietro Manzari – musica: Daniele Nelli, Matteo Ciceroni)
4. Cristina – 4:19 (testo: Lauro De Marinis, Simon Pietro Manzari – musica: Daniele Nelli, Edoardo Manozzi, Gregorio Calculli)
5. Fogli di papavero – 2:39 (testo: Lauro De Marinis, Davide Simonetta, Michele Zocca, Paolo Antonacci – musica: Michele Zocca)
6. Amore disperato – 3:08 (testo: Lauro De Marinis, Federica Abbate, Federico Olivieri – musica: Daniele Nelli, Eugenio Maimone, Federico Mercuri, Giordano Cremona, Gregorio Calculli, Leonardo Grillotti, Matteo Ciceroni)
7. Incoscienti giovani – 3:24 (testo: Lauro De Marinis, Davide Simonetta, Paolo Antonacci, Simonpietro Manzari – musica: Daniele Nelli, Davide Simonetta, Gregorio Calculli, Matteo Ciceroni, Paolo Antonacci)
8. Walk Of Fame – 3:42 (testo: Lauro De Marinis, Daniele Nelli, Matteo Ciceroni, Silvano Albanese – musica: Daniele Nelli, Matteo Ciceroni)
9. Dirty Love – 3:39 (testo: Lauro De Marinis, Davide Petrella, Francesco Viscovo, Mattia Cutolo, Simon Pietro Manzari – musica: Federico De Marinis, Gregorio Calculli, Matteo Ciceroni, Mattia Cutolo)
10. Nati da una costola – 3:00 (testo: Lauro De Marinis, Daniele Nelli, Federica Abbate, Matteo Ciceroni – musica: Daniele Nelli, Gregorio Calculli, Matteo Ciceroni)
11. Happy Birthday Mr. Kennedy – 2:52 (testo: Lauro De Marinis, Daniele Nelli – musica: Daniele Nelli, Matteo Ciceroni)
12. Barabba III – 4:27 (testo: Lauro De Marinis, Matteo Ciceroni, Simon Pietro Manzari – musica: Daniele Nelli, Gregorio Calculli, Matteo Ciceroni)

## Classifiche
| Classifica (2025) | Posizione massima |
| ----------------- | ----------------- |
| Italia            | 1                 |
| Svizzera          | 52                |